# سیارک ۷۷۲۹

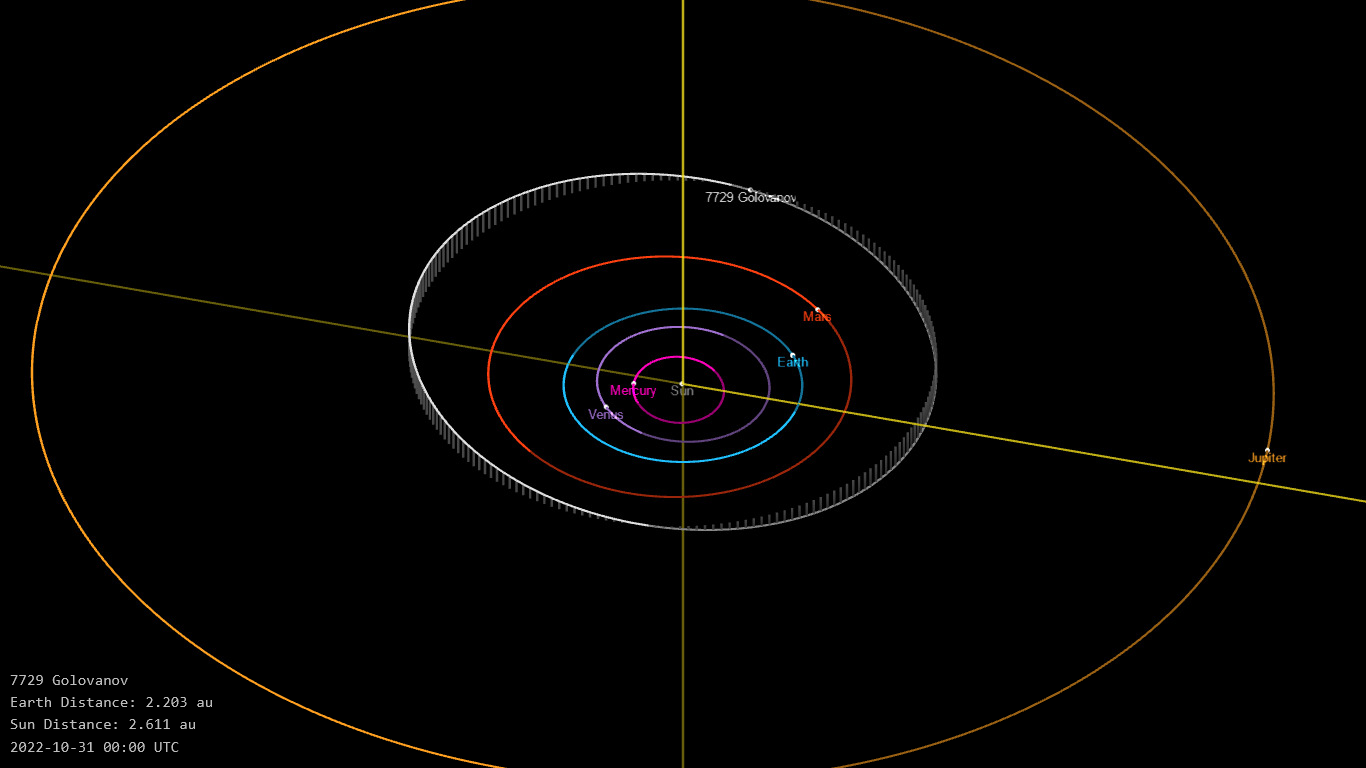
سیارک ۷۷۲۹

سیارک ۷۷۲۹ (به انگلیسی: 7729 Golovanov، نامگذاری:1977QY3) هفت هزار و هفتصد و بیست و نهمین سیارک کشف شده‌است که در ۲۴ اوت ۱۹۷۷ کشف شد.
قدر مطلق سیارک برابر ۱۳٫۲۰ است.